# 帕伊克加恰烏帕齊拉
帕伊克加塔乌帕齐拉是孟加拉国庫爾納縣的一个乌帕齐拉，位於庫爾納专区的庫爾納縣。。

## 人口
據1991年孟加拉國人口普查，帕伊克加塔共有戶數41,194戶，人口225085人。其中男性佔比51.14%，女性佔比48.86%；成年人口117,629人。該地7歲以上人口之平均識字率為32.6%，高於全國平均值（32.4%）。